# لشکر سی و ششم وافن-گرندیر اس‌اس
تیپ دیرلوانگر (آلمانی: 36. Waffen-Grenadier-Division der SS)) یکی از واحدهای وافن اس‌اس در طول جنگ جهانی دوم بود. این واحد که به نام فرمانده آن اسکار دیرلوانگر نامگذاری شد، متشکل از جنایتکاران محکومی بود که آلمان نازی از آنها انتظار نداشت که از خدمت خود در این واحد جان سالم به در ببرند. این تیپ که در ابتدا در سال ۱۹۴۰ تشکیل شد و برای اولین بار برای انجام وظایف ضد شورش علیه جنبش مقاومت لهستان در جنگ جهانی دوم به کار گرفته شد و خدماتی را در اقدامات ضد پارتیزانی در اروپای تحت اشغال آلمان نازی ارائه کرد.